# Jan-Olof Rehnberg
Jan-Olof Rehnberg, född 19 september 1936 i Växjö, död 24 maj 2002 i Teleborgs församling i Växjö, var en svensk jurist som var lagman i Karlshamns tingsrätt från 1990 till 1998.
Rehnberg utnämndes 12 juli 1974 till rådman i Örebro tingsrätt och den 26 juni 1976 till rådman i Växjö tingsrätt. Han utnämndes 3 december 1981 till hovrättsråd i Göta hovrätt och den 15 maj 1990 till lagman i Karlshamns tingsrätt.